# Bruno Brehm

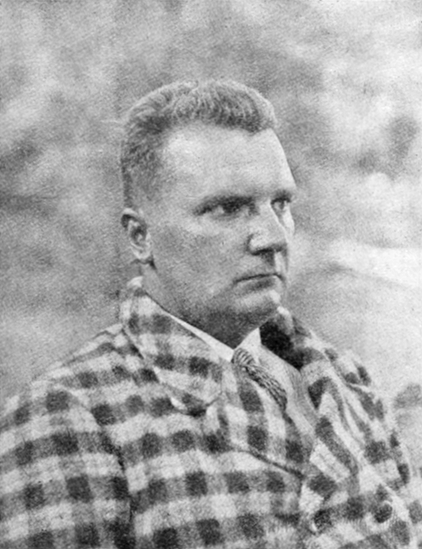
Bruno Brehm, ca. 1929

Bruno Brehm (* 23. Juli 1892 in Laibach, Krain, Österreich-Ungarn; † 5. Juni 1974 in Altaussee) war ein österreichischer Schriftsteller (Pseudonym: Bruno Clemens) und von 1938 bis 1942 Herausgeber der Zeitschrift Der getreue Eckart. Brehm war Mitglied im Bamberger Dichterkreis.

## Leben
Bruno Brehm wurde als Sohn des 1916 (aufgrund der Regelungen über den systemmäßigen Adel) geadelten k.u.k. Offiziers Josef Joachim von Brehm in der Krain geboren. Seine Kindheit und Jugend verbrachte Brehm in den Garnisonsstädten Pilsen, Prag, Eger und Znaim. Nach seiner Reifeprüfung studierte Brehm in Wien ein Semester Germanistik.
Bei Ausbruch des Ersten Weltkrieges meldete er sich freiwillig und leistete zunächst seinen einjährigen Militärdienst bei der Feldartillerie in Wien ab. Während des Krieges wurde er zum Offizier befördert und geriet im September 1914 in russische Kriegsgefangenschaft, wo er den schwer verwundeten späteren Schriftsteller Edwin Erich Dwinger kennenlernte. 1916 wurde er gegen russische Gefangene ausgetauscht und kurz darauf bei Asiago erneut schwer verletzt.

### Studium und freier Schriftsteller
Als Hauptmann aus dem Krieg zurückgekehrt, studierte Brehm an der Wiener Universität Kunstgeschichte, später in Göteborg und Stockholm Kunst- und Urgeschichte. Das Studium beendete Brehm erfolgreich in Wien mit der Dissertation „Der Ursprung der germanischen Tierornamentik“. Nach seiner Promotion wurde er in Wien 1922 Verlagsbuchhändler und war auch kurzzeitig als Assistent an der Wiener Universität beschäftigt.
1928 ließ sich Brehm als freier Schriftsteller in Wien nieder. Unter dem Pseudonym „Bruno Clemens“ hatte er 1931 mit seiner Erzählung „Das  gelbe  Ahornblatt“  einen ersten Erfolg. Bekannt wurde er zunächst mit seiner teils nostalgischen, teils heiteren Auseinandersetzung mit dem Ende der Monarchie. Dabei entstanden in kurzer Folge mehrere Titel, die zu seiner Zeit sehr beliebt waren und seinen Erfolg begründeten. Die Bücher „Apis und Este“ (1931), „Das war das Ende“ (1932) und „Weder Kaiser noch König“ (1933) bilden eine Trilogie aus diesem thematischen Umfeld. Die Trilogie erschien während der NS-Zeit in einer Gesamtauflage von ca. 400.000 Exemplaren und wurde in einer gekürzten und überarbeiteten Fassung unter dem Titel Die Throne stürzen auch nach dem Krieg mehrmals neu aufgelegt.

### „Anschluss“ Österreichs und Zweiter Weltkrieg
Nach dem Anschluss Österreichs 1938 an das Deutsche Reich, den Brehm in Versen im Bekenntnisbuch österreichischer Dichter (herausgegeben vom Bund deutscher Schriftsteller Österreichs) gefeiert hatte, beantragte er am 25. März 1939 die Aufnahme in die NSDAP, wurde rückwirkend zum 1. Mai 1938 aufgenommen (Mitgliedsnummer 6.290.074) und wurde Ratsherr der Stadt Wien. Noch im selben Jahr übernahm er die Monatsschrift „Der getreue Eckart“, die er bis 1942 herausgab. 1939 erhielt Brehm für seine „Trilogie“ („Apis und Este“, „Das war das Ende“, „Weder Kaiser noch König“) den Nationalen Buchpreis. 1941 wurde er Präsident der Wiener Kulturvereinigung.
Während des Zweiten Weltkrieges war Brehm Ordonnanzoffizier in Griechenland, Russland und in Nordafrika. Brehms antisemitische Einstellung entsprach der Diktion der Nationalsozialisten. 1941 nahm er am Weimarer Dichtertreffen teil und sprach dabei von „jüdischen Hetzern“, die den Frieden verhinderten. 1942 schrieb er: „Wenn sich die Juden über ihr Schicksal vor der ganzen Welt beklagen, dann müssen wir ihnen doch sagen, dass sie selbst es waren, die dieses Schicksal heraufbeschworen haben.“
Im August 1944, in der Endphase des Krieges, wurde Brehm von Hitler in die Gottbegnadeten-Liste der wichtigsten Schriftsteller aufgenommen, was ihn vor weiterem Kriegsdienst und einem Fronteinsatz bewahrte. Anschließend hielt er Dichterlesungen, wobei noch für den 14. Jänner 1945 eine „Morgenfeier“ im besetzten Polen, dem sogenannten Generalgouvernement, vorgesehen war.

### Nachkriegszeit
1945 wurde Brehm wegen seines politischen Engagements verhaftet, aber kurze Zeit später wieder entlassen. In Brehms Entnazifizierungsverfahren setzte sich der nach Palästina emigrierte Leo Perutz für ihn ein. Darüber schrieb Perutz 1947 in einem Brief an seinen Freund Hugo Lifczis:

„Im Juni 1938, als ein solcher Besuch für einen Arier schon gefährlich werden konnte, erschien Bruno Brehm in meiner Wohnung und bot mir seine Hilfe an. Ich kann Lumpereien eines Menschen restlos vergessen, aber ich bin nicht imstande, eine mutige, anständige und freundschaftliche Haltung einfach aus meinem Gedächtnis zu streichen. [...] Dr. Brehm war ein wirklicher Freund, und darum lasse ich ihn heute, wo es ihm schlecht geht, nicht im Stich.“

In der Sowjetischen Besatzungszone wurden viele seiner Schriften auf die Liste der auszusondernden Literatur gesetzt, auf die in der Deutschen Demokratischen Republik noch Die Grenze mitten durch das Herz (1938) folgte.
Brehm nahm von 1953 bis 1955 an den Pürgger Dichterwochen teil, die vom damaligen Landtagsabgeordneten der steirischen ÖVP Alfred Rainer, initiiert wurden. Dort soll Brehm dem Journalisten Friedrich Torberg, der sich mit den Worten „Friedrich Torberg, von der Neuen Zeit“ vorgestellt hatte, geantwortet haben: „Bruno Brehm, von der alten Zeit.“ Ab 1960 war Brehm Mitglied der rechtsextremistischen Gesellschaft für freie Publizistik.
In der Trilogie (1960–1961) Das zwölfjährige Reich versuchte Brehm, den Zweiten Weltkrieg und die Herrschaft Adolf Hitlers aufzuarbeiten. Im Gegensatz zu seiner erfolgreichen ersten Trilogie über den Zusammenbruch der Habsburgermonarchie wird dieses Werk formal und erzählerisch deutlich geringer eingeschätzt, vor allem Tempo und Dramaturgie seien mangelhaft. Trotz der offenkundigen Tendenz zur Selbstrechtfertigung und der letztlich unkritischen Einstellung Brehms zur jüngeren Geschichte enthalte Das zwölfjährige Reich allerdings „wichtige Erkenntnisse über die anfängliche Attraktivität Hitlers bei großdeutsch eingestellten Konservativen in Österreich“.
Im Alter von 82 Jahren starb Bruno Brehm am 5. Juni 1974 in Altaussee. Sein Nachlass befindet sich in Privatbesitz.

## Auszeichnungen und Ehrungen
- 1939 Nationaler Buchpreis (auch Stefan George-Preis genannt)
- 1943 Zinkmedaille zum 50. Geburtstag
- 1958 Nordgau-Kulturpreis der Stadt Amberg
- 1961 Peter-Rosegger-Preis
- 1963 Sudetendeutscher Kulturpreis

## Werke (in Auswahl)
- Der Sturm auf den Verlag, 1925
- Der lachende Gott, Roman, 1928
- Susanne und Marie, Roman, 1929 (neubearb. Auf Wiedersehn, Susanne! 1939)
- Ein Graf spielt Theater, Roman, 1930 (neu: Ein Schloss in Böhmen, 1942)
- Wir alle wollen zur Opernredoute. Ein humoristischer Roman, 1930
- Das gelbe Ahornblatt. Ein Leben in Geschichten, 1931
- Apis und Este. Ein Franz Ferdinand-Roman, 1931
- Das war das Ende. Von Brest-Litowsk bis Versailles, 1932
- Denksäulen aus Österreich. Eine Studie, 1932
- Weder Kaiser noch König. Der Untergang der Habsburgischen Monarchie, Roman, 1933
- Britta, Roman, 1934
- Die schrecklichen Pferde. Der Welserzug nach Eldorado, Roman, 1934
- Zu früh und zu spät. Das große Vorspiel der Befreiungskriege, 1936
- Die weiße Adlerfeder. Geschichten aus meinem Leben, 1937
- Wien. Die Grenzstadt im deutschen Osten, 1937
- Glückliches Österreich, 1938, Erstauflage, Verlag Diederichs in Jena, mit 32 Abbildungen
- Tag der Erfüllung, 1939
- Der dümmste Sibiriak, Erzählungen, 1939
- Die sanfte Gewalt, Roman, 1940
- Der liebe Leser, 1940
- Im Großdeutschen Reiche, 1940
- Über die Tapferkeit. Brevier für junge Deutsche, 1940
- Der König von Rücken. Geschichten und Geschautes, 1942
- Der Reichsstil, 1942
- Die Grenze mitten durch das Herz, 1944
- Schatten der Macht. Von den Pharaonen bis zum letzten Zaren, 1949
- Der Lügner, Roman, 1949
- Am Rande des Abgrunds. Von Lenin bis Truman, 1950
- Ein Leben in Geschichten, 1951
- Heimat in Böhmen, Lebenserinnerungen, 1951
- Aus der Reitschul’, Roman, 1951
- Die vier Temperamente, Erzählungen, 1952
- Der kleine Mozart ist krank, Laienspiel, 1953
- Das Ebenbild. Menschen, Tiere, Träume und Maschinen, 1954
- Historia Sancti Christophori. Gestalt, Legende, Kunst, 1956
- Dann müssen Frauen streiken, 1957
- Der Traum vom gerechten Regiment, 1960
- Das zwölfjährige Reich (Trilogie)
  - Band 1: Der Trommler, 1960
  - Band 2: Der böhmische Gefreite, 1960
  - Band 3: Wehe den Besiegten allen, 1961
- Warum wir sie lieben. Kleine Stücke von Müttern, Blumen, Farben, Tieren, Kindern und Sonne, 1963
- Am Ende stand Königgrätz. Historischer Roman um Preußen und Österreich, 1964
- Der Weg zum Roten Oktober, 1967

Herausgebertätigkeit
- Soldatenbrevier, 1937